# フライング・キッパー
フライング・キッパー（The Flying Kipper）は、絵本シリーズ『汽車のえほん』およびその映像化作品テレビシリーズ『きかんしゃトーマス』において登場する架空の列車名。

## 概要
主にティドマス港からメインランド（イギリス本島）へ向けて海産物を運搬する夜行の鮮魚貨物列車である。ヘンリーが主に牽引し、2軸鮮魚車で編成される。
原作では3回（6巻と日本未発売の27巻・37巻）登場するが、うち2回は途中で事故に見舞われ、残りの1回もトラブルが発生している。一方、テレビシリーズでは人形劇時代に3回登場し、いずれも事故を起こしているが、CGアニメーション化後の第16シーズン以降も何度か登場して大きな事故なく運行する回も見られるようになった。
「フライング・キッパー（空飛ぶニシン）」の名称は、フライング・スコッツマンのパロディである。

## 最初の事故
原作では第6巻第2話「ヘンリーとフライング・キッパー号」、人形劇では第1シリーズ19話「フライング・キッパー」。
ヘンリーが牽引する5両+ブレーキ車の6両編成で、フライング・キッパーで唯一有蓋車以外の貨車が使用された。
この列車が通過予定だったとある駅で、雪と氷によって引込み線への分岐器が凍りついていたため、信号機が点灯していなかった。引込み線では、ヘンリーの牽引するフライング・キッパーを待避するために貨物列車が停車しており、その列車の車掌と機関士と機関助手はココアを飲むなどして休憩していた。そこへ、引込み線を走ってきたヘンリーが減速せずに進入し、貨物列車に追突してしまう。貨物列車の後部貨車とブレーキ車は大破し、ヘンリーも横倒しとなるなど大規模な事故だったが、貨物列車の乗員は事故直前にブレーキ車を離れており、ヘンリーの乗員も衝突前に雪の中に飛び降りていたため、幸いにも負傷者は出なかった。
事故原因は雪と氷によるポイント不転換だったため、トップハム・ハット卿は事故を起こしたヘンリーを責める事はなかった。この事故でボイラーを損傷したヘンリーはクルー工場に送られ、ベルペヤ式火室に改造される。
事故の復旧作業にはエドワードとジェームスが使われている。

## 2度目の事故
原作では第27巻第3話「さかなにはきをつけて」、人形劇では第4シリーズの第84話「さかなにはきをつけろ」。
ヘンリーが本務機、ダックが後部補機として充当されたが、「ゴードンの丘」の頂上に着いたときにヘンリーが一気に駆け下りることができるように、列車とダックは連結されなかった。列車は10両編成で、何年も使われていない旧式の貨車が最後尾を含む後ろ4両に連結している。最後尾には、ブレーキ車の代わりにテールランプが使用されている。
濃霧の中、前照灯がない（イギリスの蒸気機関車はこれが基本である）ダックは最後尾の貨車についていたテールランプを頼りに運転していたが、双方が気付かないうちにヘンリーの速度がダックを上回ってしまい、ダックは列車と離れてしまった。さらにこの直後、ダックに見えないところで貨車のテールランプが外れてしまったため、ダックからフライング・キッパーの位置を視認できなくなった。一方、ヘンリーも急勾配のため速度が落ちてきた。そのまま進行したダックは最後尾の大型有蓋車に突っ込んでしまい、貨車は大破した。
事故原因は、テールランプの点検を怠ったトップハム・ハット卿の過失だったため、この事故でもトップハム・ハット卿は機関車達を責めなかった。
事故の復旧作業にはエドワードが使われている。

## 3度目の事故
人形劇では、第5シーズンの第119話「みどりのくじら」。ヘンリーが牽引した。編成がはっきりしておらず、港を出発して信号所を通過するまでは11両+ブレーキ車の編成だが、海辺の路線を走っているときは9両+ブレーキ車の編成になっている。
通過した海辺の路線では、高波で路盤が崩れかけていることに地元の住民が気付き、トーマスが通りかかったところで事情を説明していた。トーマスの機関士も現場に赤ランプを設置していた。
ところが、ヘンリーはトーマスの警告に耳を貸さず、また主任はトーマスの機関士から海辺の線路が危険だと説明を受けていたにもかかわらずその旨を失念し、ヘンリーが海辺の線路を走行するよう手配してしまい、慌てて信号所に電話を掛けた。ちょうどその時ヘンリーは汽笛を鳴らして信号所を通過した合図を送ったが、信号手は主任との電話に夢中で気付かず、異変に気づいた時にはヘンリーはすでに霧の彼方に遠のいていた。ヘンリーはそのまま濃霧で前方が見えない海辺の路線を走行したが赤ランプに気付くのが遅れ、路盤が完全に崩れていたことで貨車もろとも脱線し、真夜中の海へ転落してしまった。
事故原因は主任の過失だったが、出発前にトーマスの警告を聞き入れず、赤ランプに気付かなかったヘンリーにも非があったため、今回ばかりはヘンリーもトップハム・ハット卿から説教される羽目になった。この事故の復旧作業には数隻のクレーン船が使われた。朝になってようやく海から引き上げられたヘンリーは、魚が沢山積まれた船に乗せられた事で子供達から「緑色の鯨だ」「怪物だ」とからかわれた。
原作第37巻（日本語版未訳）第3話「Sliding Scales」では、ヘンリーが工場に行ってしまったため、ジェームスが代わりに牽引することになった。ところが、作業員が魚の入った箱を線路に落とした際に魚の油が線路上に残ってしまい、車輪がスリップして出発できなくなってしまった。その後、線路を洗いジェームスは出発できたが、大幅な遅れが生じてしまった。なお、この列車が目的地に到着したかまでは描かれていない。

## CGアニメーション化後
第6シーズン以降のテレビシリーズではしばらく登場することがなかったが、CGアニメーション化後の第16シーズン第381話「ウィフのねがい」で再登場。この時は、冒頭でヘンリーが牽引しているシーンが数秒間流れたのみで、話との関連はなかった。
本格的な再登場は第17シーズン第395話「おさわがせなケイトリン」。ソドー島に来ていたメインランドの機関車ケイトリンに、ヘンリーがフライング・キッパーの牽引を提案し、ケイトリン牽引で運行された。この時のフライング・キッパーは事故を起こさず運行できたものの、夜中にケイトリンが警笛を鳴らすなどして騒いだため、沿線の住人達に迷惑をかけてしまった。なお、この回以降は出発地がティドマス港からブレンダムの港に変更されている。
第17シーズン第400話「サカナなんてこわくない」では、自分が勇敢だと言い張るジェームスにヘンリーがフライング・キッパーの牽引を提案。一度ジェームスは港に向かうものの、魚の臭さに耐えられず引き返してしまい、結局ヘンリーが牽引したものの大幅な遅れが出てしまった。翌朝、トップハム・ハット卿がそのことを知り、ジェームスに次のフライング・キッパーの牽引を命令する。そしてその夜、港でジェームスが貨車を準備している最中、誤ってクランキーが下ろしていた魚の積み荷にぶつかり、たくさんの魚をかぶってしまった。このためにジェームスは全身が魚臭くなってしまったものの、魚は時間通りに配達することができた。
長編9作目及び第18シーズン第434話「ゲイターとトード」では、再びジェームスがフライング・キッパーを牽引していたが、ライトが故障した状態で夜の線路を走っていたゲイターを怪物と間違え、驚いて暴走してしまう。長編ではその後、赤信号を通過してポイントで脱線し、沼地には落ちてしまい、翌朝救助されるも他の機関車にからかわれてしまった。